# Donald Dixon, Baron Dixon
Donald „Don“ Dixon, Baron Dixon, PC, DL (* 6. März 1929; † 19. Februar 2017) war ein britischer Politiker der Labour Party und Life Peer.

## Leben und Karriere
Donald Dixon wurde am 6. März 1929 als Sohn von Christopher und Jane Dixon geboren. Er benutzte auch den Spitznamen „Don“. Dixon besuchte die Ellison St. Elementary School in Jarrow.
1947 wurde er Mitglied der Royal Engineers. Er war von 1947 bis 1974 als Werftarbeiter tätig.
Dem Jarrow Metropolitan Borough Council gehörte er von 1963 bis 1974 an. Dixon gehörte von 1963 bis 1974 dem Tyneside MDC als Councillor an. Von 1974 bis 1979 war er Branch Secretary der General and Municipal Workers Union, jetzt die GMB. Von 1974 bis 1981 war er Mitglied des South Tyneside Metropolitan District Council.
Außerdem war Dixon Vorsitzender (Chairman) der PLP Shipbuilding Group. Dixon lebte bis zuletzt in Jarrow.

## Mitgliedschaft im House of Commons
Dixon war von 1979 bis 1997 für den Wahlkreis Jarrow Mitglied des House of Commons.
Er war für die Labour-Partei im Parlament. Von 1987 bis 1996 war er Deputy Chief Whip.
Dixon war 1989 Vorsitzender (Chair) der Northern Group Labour MPs.
Im Jahr 1996 wurde er Mitglied des Privy Council und 1997 dann zum Deputy Lieutenant von Tyne and Wear.
1997 wurde er posthum von Gordon McMaster beschuldigt, Gerüchte über diesen in die Welt gesetzt zu haben. Dixon äußerte sich überrascht darüber.

## Mitgliedschaft im House of Lords
Dixon wurde am 9. Juni 1997 zum Life Peer als Baron Dixon, of Jarrow in the County of Tyne and Wear ernannt. Seine Antrittsrede im House of Lords hielt er am 23. Juli 1997.
Als Themen von politischem Interesse nannte er auf der Webseite des Oberhauses Gewerkschaften, Schiffe und Schiffbau, maritime Angelegenheiten, Wohnungswesen, Transport und soziale Dienste; als Staaten von Interesse nannte er die Staaten des Commonwealth und Zypern.
Von 2003 bis 2006 war er dort Mitglied des Ausschusses Administration and Works.
- Sitzungsperiode 1997/1998: 181* Tage (von 228)
- Sitzungsperiode 1. April 2001 bis 31. März 2002: 115 Tage
- Sitzungsperiode 1. April 2002 bis 31. März 2003: 144 Tage
- Sitzungsperiode 1. April 2003 bis 31. März 2004: 141 Tage
- Sitzungsperiode 1. April 2004 bis 31. März 2005: 122 Tage
- Sitzungsperiode 1. April 2005 bis 31. März 2006: 77 Tage
- Sitzungsperiode 1. April 2006 bis 31. März 2007: 57 Tage
- Sitzungsperiode 1. April 2007 bis 31. März 2008: 91 Tage
- Sitzungsperiode 1. April 2008 bis 31. März 2009: 104 Tage
- Sitzungsperiode 1. April 2009 bis 31. März 2010: 6 Tage
- Sitzungsperiode 1. April 2010 bis 30. Juni 2010: 22 Tage
- Sitzungsperiode 1. Juli 2010 bis 30. September 2010: 16 Tage
- Sitzungsperiode 1. Oktober 2010 bis 31. Dezember 2010: 43 Tage
- Sitzungsperiode 1. Januar 2011 bis 31. März 2011: 43 Tage
- April 2011: 6 Tage (von 7)
- Mai 2011: 11 Tage (von 15)
- Juni 2011: 12 Tage (von 17)
- Juli 2011: 8 Tage (von 13)
- August 2011: 0 Tage (von 1)
- September 2011: 0 Tage (von 8)
- Oktober 2011: 0 Tage (von 18)
- November 2011: 13 Tage (von 18)
- Dezember 2011: 8 Tage (von 13)
- Januar 2012: 12 Tage (von 14)
- Februar 2012: 12 Tage (von 14)
- März 2012: 1 Tage (von 17)
- April 2012: 4 Tage (von 5)
- Mai 2012: 0 Tage (von 13)
- Juni 2012: 1 Tag (von 13)
- Juli 2012: 0 Tage (von 16)
- August 2012: 0 Tage (von 0)
- September 2012: 0 Tage (von 0)

Im ausgewerteten Zeitraum ab 2001 war er zunächst regelmäßig anwesend, dann begann seine Anwesenheit zu schwanken. Am 28. Juli 2014 wurde Lord Dixon ein "Leave of Absence" gewährt und er damit von seiner Mitgliedschaft im Oberhaus beurlaubt. Am 9. Februar 2016 schied er dann freiwillig ganz aus dem House of Lords aus.

## Ehrungen
Dixon wurde 1972 Freeman des Borough of Jarrow. 1997 wurde er Freeman des Metropolitan Borough of South Tyneside.

## Familie
Er war mit Doreen Morad, Tochter von Cyril Morad verheiratet. Sie haben einen Sohn und eine Tochter.